# 青春クイズカラフルハイスクール
『青春クイズカラフルハイスクール』（せいしゅんクイズカラフルハイスクール）は、2003年3月20日にナムコ（後のバンダイナムコゲームス→バンダイナムコエンターテインメント、アーケードゲームは2018年よりバンダイナムコアミューズメントに運営移管）より発表されたクイズゲームである。クイズ形式を取るものの、ゲームシステムの性質としては恋愛ゲームの要素が大きいものとなっている。略称は『カラハイ』。開発はエイティング。
当初はアーケード版のみであったが、2008年6月1日よりiモード用の携帯アプリコンテンツとしても配信されている。

## ゲーム概要
1ヶ月を単位として各月にクイズが出題され、それに回答していくことで12ヶ月（1年）を進んでいく。ゲーム内には4人の女の子が登場し、1ヶ月単位で定められた問題数を正解するとノルマクリアとなり、翌月に進む。12ヶ月間に一定数の「運命のハート」を集めて、4人女の子の誰かに告白するのがゲームの目的となる。運命のハート数は各月末ごとにグラフで表示され、同級生・友達・恋人未満などのボーダーラインを超えると、その旨の表示が出る。
本作の設問は全7000問。基本的な回答方式は4択であり、イベントなどでの女の子との会話にも選択肢（大抵3択）が存在する。女の子の好きな選択肢を選べばプレゼントを受け取ることができ、問題パス・時間制限延長・3択・ライフ増加などの効果が発生する。ただしプレゼントは3個までしかストックされないため、4個以上になると古いものから順に消えていく。
登録された問題には各々属性が配分されており、どの女の子の好きな問題かは正解時に大きくなるアイコンで判明する。映画・オタク問題はマリエル、恋愛・おしゃれ問題は彩華、スポーツ・クルマ問題は恵、勉学・一般教養系はミクの好感度がアップする傾向にある。
ラストは告白クイズになるのだが、対象の女の子の運命のハート数によってエンディングは勿論、告白クイズのノルマ数も変わってくるため非常に重要である。通常の告白クイズのノルマは20問だが、好感度が高く「運命のハート」が非常に多い状態だとノルマが減らされ、最小で5問程度でクリアできるようになる。
エンディングデモはキャラごとにグッド・ノーマル・バッドの3種類が存在する。

## 登場人物
神崎未来（かんざき みく）
声：那須めぐみ
誕生日：6月15日
知的な女の子。知的なクイズ問題が好き。幼稚園の頃までお隣さんだった幼なじみで、高校入学時にプレイヤーと再会する。運動神経はやや鈍いが成績は優秀で、ピアノも相当の腕前をもつ。家庭では一人娘として大事に育てられている。
『恋愛QUIZ ハイスクールエンジェル』での名前は芹川優里（せりかわ ゆうり）。
九条彩華（くじょう あやか）
声：たかはし智秋
誕生日：7月22日
元女優の母親譲りの美貌とプロポーションを持った令嬢。おしゃれ問題が好き。本来は素直な性格だが、高飛車でもあり人と接するのがあまり得意ではないのか、好意を持っている人に対しても素っ気なくあたってしまうことがある。
『恋愛QUIZ ハイスクールエンジェル』での名前は西園寺玲香（さいおんじ れいか）。
猪戸恵（ししど めぐみ）
声：斎藤千和
誕生日：5月13日
スポーツ大好き。元気の出る問題が好き。ショートカットで活発な女の子。スポーツは万能だがクラブには所属していない。誰とでも親しく話せる明るい性格。
『恋愛QUIZ ハイスクールエンジェル』での名前は逢瀬真琴（おうせ まこと）。
高村真理絵（たかむら まりえ）
声：植田佳奈
誕生日：10月17日
周囲で起こるあらゆることに興味を持ち、いつもノートPCを持ち歩いている。オタク問題が得意。ニックネームはマリエル。ゲーム中では「恋愛心理に関する実験的興味」という名目で、プレイヤーにアプローチをかけてきて付き合うことになる。平然として大胆な性格。
『恋愛QUIZ ハイスクールエンジェル』での名前は梓沢ちひろ（あすさわ ちひろ）。